# Ptychamalia immunda
Ptychamalia immunda är en fjärilsart som beskrevs av Paul Dognin 1908. Ptychamalia immunda ingår i släktet Ptychamalia och familjen mätare. Inga underarter finns listade.